# 库尔德咖啡

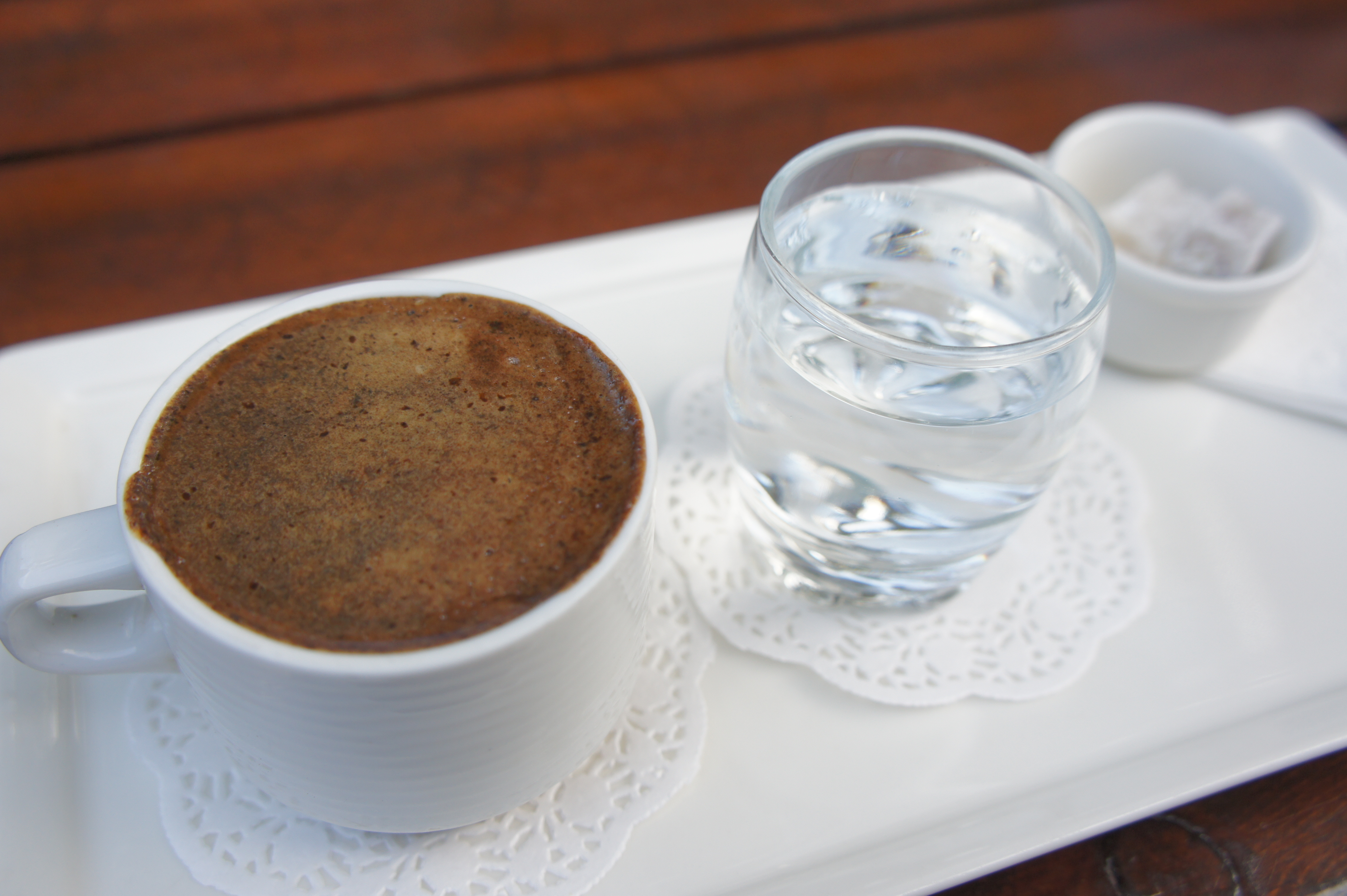
库尔德咖啡是一种类似咖啡的热料，用经过研磨圆柄黄连木果实为原料

库尔德咖啡，土耳其称为美嫩吉克咖啡（土耳其語：menengiç kahvesi），库尔德及土耳其语中意为开心果咖啡或松香咖啡。库尔德咖啡是库尔德人和土耳其人的经典热饮。库尔德咖啡主要用磨碎的烤圆柄黄连木制作，所以不含咖啡因。库尔德咖啡在土耳其的东南安那托利亚地区很流行。

## 咖啡历史
土耳其的迪亚巴克尔、阿德亚曼、马尔丁、巴特曼等地饮用这种咖啡已有一百多年的历史。自20世纪初开始土耳其就向欧洲及全球出口经过研磨和烘烤的果实。库尔德咖啡是加济安泰普的特产。
经年来已有食品公司将果实加工为油膏状装罐出售。